# Erina persimilis
Erina persimilis är en fjärilsart som beskrevs av Waterhouse 1942. Erina persimilis ingår i släktet Erina och familjen juvelvingar. Inga underarter finns listade i Catalogue of Life.

## Bildgalleri

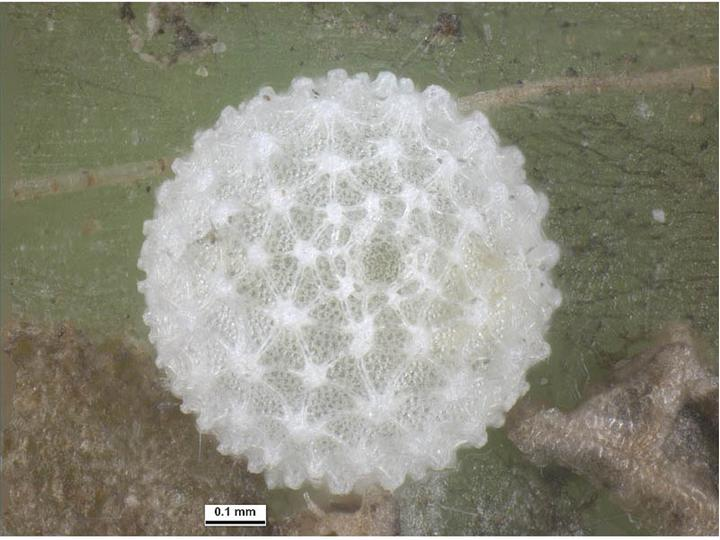
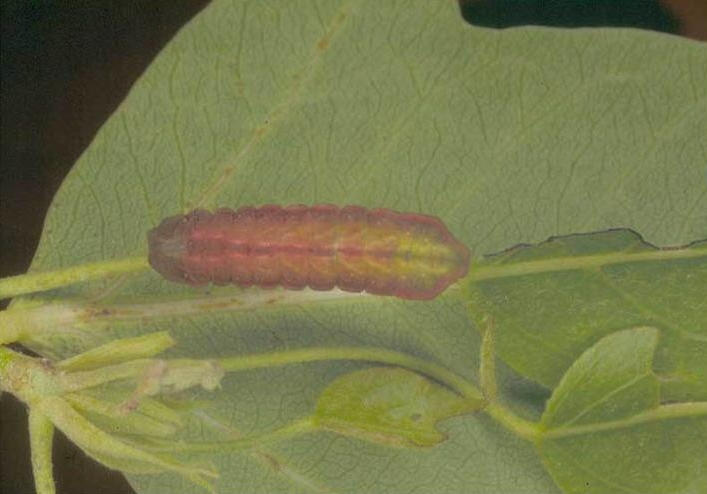
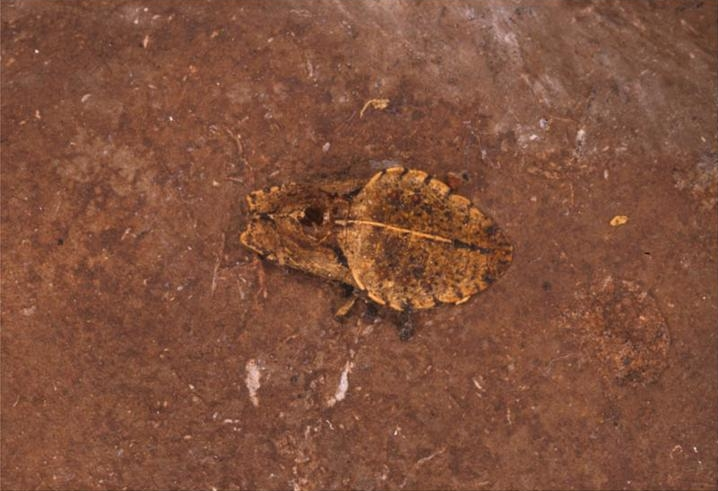
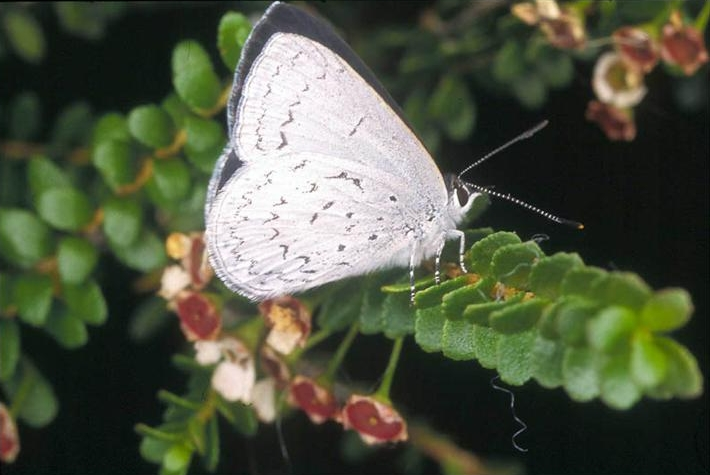
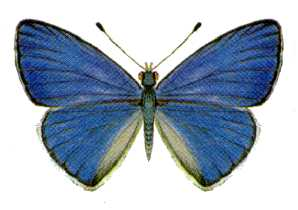